# Frydeckie państwo stanowe
Frydeckie państwo stanowe (cz. Frýdecké panství, łac. Status Minor Fridecensis) – państwo stanowe w okolicach miasta Frydek powstałe w 1573 z wydzielenia z Księstwa Cieszyńskiego.

## Historia
Od 1290 obszar ten należał do Księstwa Cieszyńskiego, rządzonego przez Piastów cieszyńskich. Po raz pierwszy Frydek wraz z zamkiem i okolicznymi wsiami (Bruzowice, Stare Miasto, Baszka, Ligota Dolna) zastawiła księżna Ofka wraz z synami Arnoštowi z Tworkowa w 1434, za kwotę 500 kop groszy praskich. Po śmierci Ofki w 1447 Frydek z okolicznymi wsiami otrzymał Bolko II, a po jego śmierci jako oprawę wdowią, jego żona księżna Anna. W następnych dekadach zastawnymi właścicielami klucza frydeckiego byli Mikołaj Kornic z Dębowca, Jan Burzej z Klvova, Janusz Labut z Křin i Jan Trnka z Raciborzan. Pod koniec panowania Kazimierza II w zastaw klucz zatrzymał Jan z Pernsteinu, a w 1554 formalnie odzyskał je Wacław III Adam, który na jego terenie poszerzył wpływy luteranizmu. Z powodu nieustających kłopotów finansowych zastawiał jednak dobra frydeckie dalej: Jerzemu Czelo z Czechowic, Burianowi Barskiemu z Bastie i Janowi Puklerowi z Grodziska, z kolei w 1560 wydzielił z księstwa dla swego syna Fryderyka Kazimierza dział obejmujący początkowo Frydek, Frysztat i Skoczów z okolicznymi wsiami.
Książę Fryderyk Kazimierz zmarł w 1571, po czym Wacław III Adam by spłacił jego długi zmuszony definitywnie sprzedać dobra frydeckie w 1573 co utworzyło frydeckie mniejsze państwo stanowe. 14 lutego tego roku zakupili je za 36 000 złotych Jerzy i Maciej z Łagowa i Starej Wsi (von Logau i Altendorf) z dolnośląskiej rodziny szlacheckiej. Logauowie posiadali również położone po drugiej stronie Ostrawicy dobra misteckie. Na frydeckim zamku zasiadł Jerzy z Łagowa przebudowując go przy okazji w stylu renesansowym. 17 listopada 1581 Logauowie sprzedali zarówno dobra frydeckie jak i misteckie biskupowi ołomunieckiego Stanisławowi Pawłowskiemu. Z powodu protestów szlachty śląskiej w 1584 odsprzedał państwo frydeckie za 28 000 złotych Bartłomiejowi Bruntalskiemu z Wierzbnej, co zakończyło blisko 180-letni okres wspólnych rządów regionu frydecko-misteckiego. Obaj władcy przyczynili się do usunięcia ewangelickich pastorów i wpływów nowego wyznania we frydeckim państwie stanowym. W 1599 cieszyński książę Adam Wacław zamierzał ponowić staranie o odzyskanie Frydka. W 1636 odkupił je Jerzy hrabia von Oppersdorff, który frydecki zamek przebudował w stylu barokowym. Osadnictwo wołoskie w górach zrodziło konflikt graniczny z państwem hukwaldzkim, rozwiązany ugodą z biskupeł ołomunieckim w 1668. W 1699 właścicielami dominium frydeckiego zostali Prażmowie. W 1797 Albert Sasko-Cieszyński, książę cieszyński wykupił od Prażmów państwo frydeckie i włączył je do Komory Cieszyńskiej.

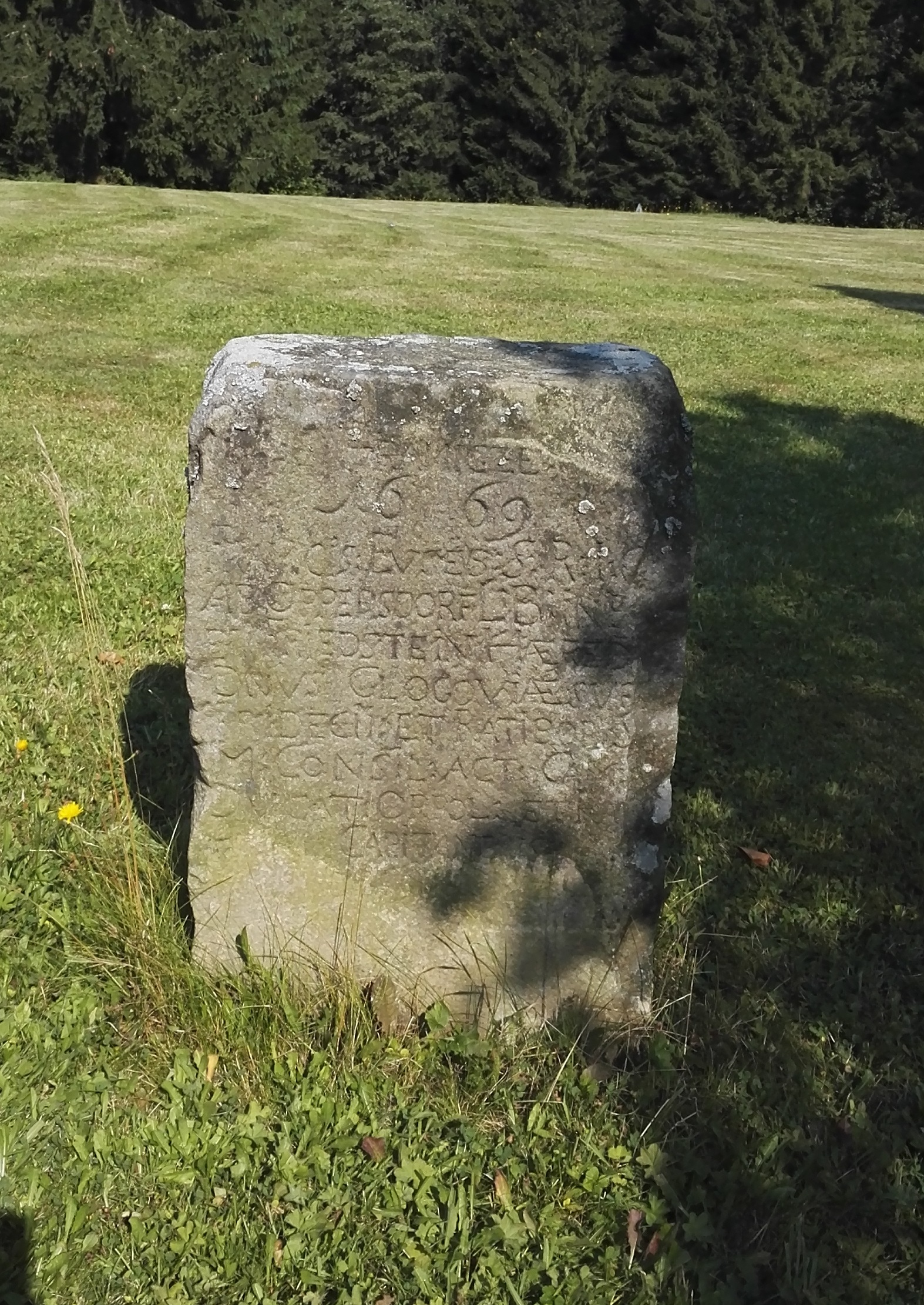
Kamień graniczny państwa frydeckiego z 1669 roku

## Terytorium i osadnictwo
W chwili sprzedaży dóbr frydeckich w 1573 w jego skład weszły miasto Frydek i 16 osad wiejskich: Baszka, Bruzowice, Dobra, Janowice, Leskowiec, Ligota Dolna, Ligota Górna, Lubno, Noszowice, Październa, Prżno, Raszkowice, Siedliszcze, Skalica, Stare Miasto i Wojkowice, łącznie ok. 140 km², zamieszkanych przez 510 rodzin (z czego 163 we Frydku). Do frydeckiego państwa stanowego zaliczano również Żermanice, które jeszcze w XV wieku zostały wykupione przez Jana Trnka z Raciborza, dzierżawcę klucza frydeckiego, który to podarował je następnie miastu na własność. Do 1636 na jego terenie powstały kolejne osady takie jak: Kaniowice, Malenowice, Morawka i Nowa Wieś. W latach 20. XVIII wieku państwo frydeckie liczyło już 24 wsi (doszły m.in. Krasna i Stare Hamry. W 1771 założono z kolei wieś Prażmo.